# Iraqi Airways
Iraqi Airways (tiếng Ả Rập: الخطوط الجوية العراقية; cũng gọi là Air Iraq) là hãng hàng không quốc gia của Iraq. Trung tâm hoạt động của hãng tại Sân bay quốc tế Baghdad.
Iraqi Airways là một thành viên của Tổ chức các hãng hàng không Ả Rập. Hãng được thành lập năm 1945 sử dụng Dragon Rapide và Vickers Viscount. Đến năm 1955 Viscounts đã nắm giữ hết các dịch vụ của Iraq.

## Các điểm đến
Các điểm đến của Iraqi Airways đến tháng 2 năm 2007.

##### Châu Phi
- Cairo (Sân bay quốc tế Cairo)

##### Iraq
- Bagdad (Sân bay quốc tế Bagdad) Trung tâm chính
- Basra (Sân bay quốc tế Basra) Trung tâm thứ hai
- Erbil (Sân bay quốc tế Erbil)
- Sulaymaniyah (Sân bay quốc tế Sulaimaniyah)

##### Trung Đông
- Amman (Sân bay quốc tế Queen Alia)
- Beirut (Sân bay quốc tế Rafic Hariri)
- Damas (Sân bay quốc tế Damas)
- Dubai (Sân bay quốc tế Dubai)
- Thành phố Kuwait (Sân bay quốc tế Kuwait)
- Tehran (Sân bay quốc tế Imam Khomeini)

## Đội tàu bay

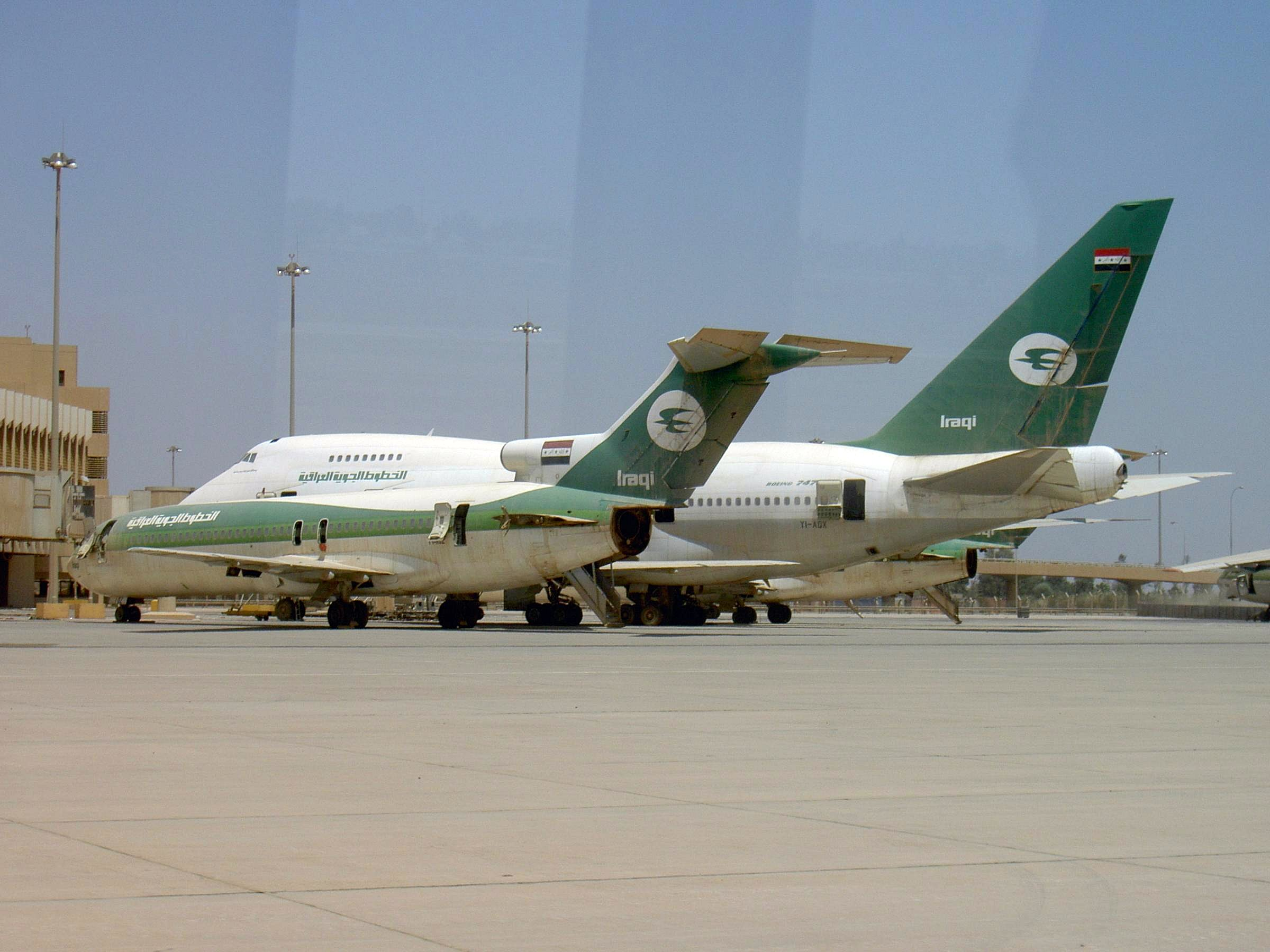
Iraq Airways Boeing 727-200 và 747-SP đứng cạnh nhau tại Sân bay Quốc tế Baghdad. (được chụp vào ngày 19 tháng 6 năm 2003 lúc 06:11:02)

Đến tháng 11 năm 2006, đội tàu bay của Iraqi Airways bao gồm: